# Carnet de Passages en Douane
     Carnet necesar
     Carnet recomandat
     Carnetul nu este necesar sau nu există date

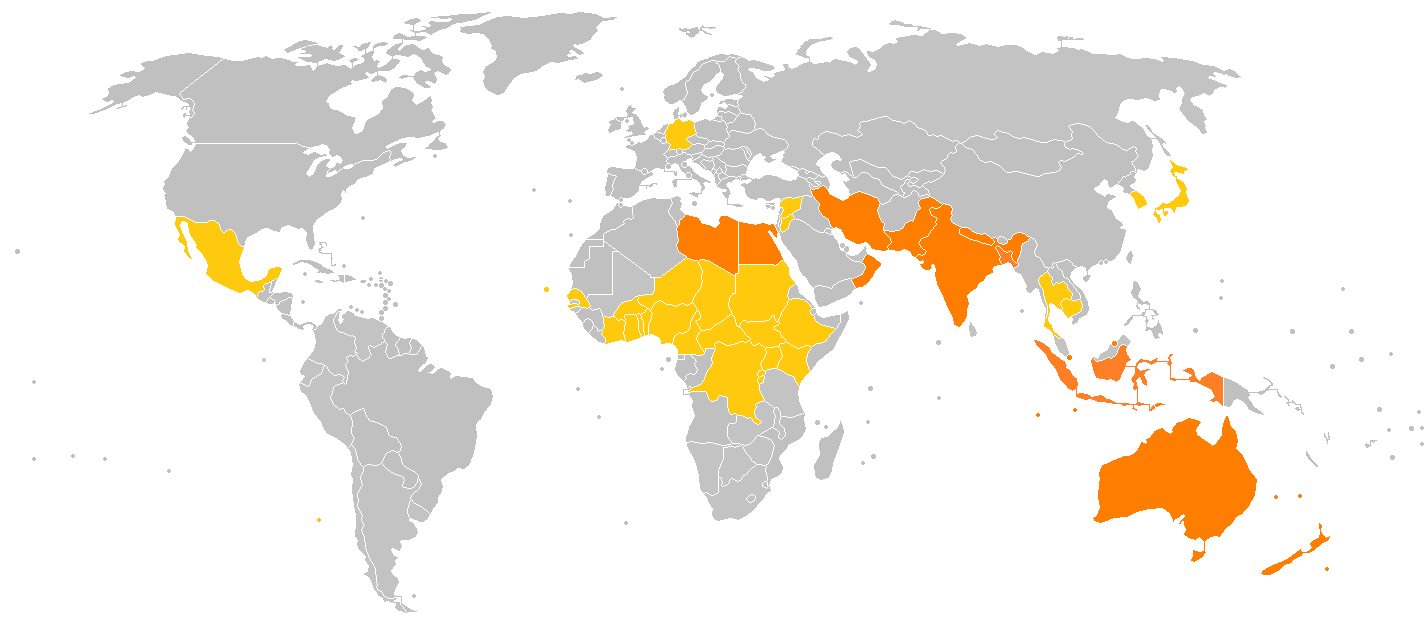
Cerințele carnetului
Carnet necesar
Carnet recomandat
Carnetul nu este necesar sau nu există date

Carnet de Passages en Douane este un document vamal care identifică vehiculul cu motor al călătorului sau alte echipamente sau bagaje valoroase. Este necesar pentru a lua un autovehicul într-un număr semnificativ, dar diminuat, în numeroase țări din întreaga lume.

## Vezi și
- Convenția vamală privind importul temporar de vehicule rutiere private
- Carnetul ATA

## Legături externe
- https://www.gov.uk/ata-and-cpd-carnets-export-procedures
- Alliance Internationale De Tourisme
- A Guide to Carnet de Passage for Overland Travel
- Overland travelers website explaining trip paperwork
- http://www.go-overland.com/indy/articles/carnet.php
- US and Canadian national guaranteeing association for CPDs